# Ranunculus lyratus
Ranunculus lyratus är en ranunkelväxtart som beskrevs av T. Brodtbeck. Ranunculus lyratus ingår i släktet ranunkler, och familjen ranunkelväxter. Inga underarter finns listade i Catalogue of Life.